# Federacja Polskiej Przedsiębiorczości
Federacja Polskiej Przedsiębiorczości – polska prawicowa partia polityczna, funkcjonująca w latach 90. XX wieku, reprezentująca m.in. środowiska rzemieślnicze.

## Historia
Ugrupowanie powstało 31 marca 1990 w Warszawie pod nazwą Chrześcijańska Partia Pracy z inicjatywy władz Związku Rzemiosła Polskiego. Partia przystąpiła do koalicji Porozumienie Centrum, jednak nie znalazła się w składzie PC po przekształceniu go w partię. Przed wyborami parlamentarnymi w 1991 dołączyła do skupionego wokół Władysława Siły-Nowickiego komitetu Chrześcijańska Demokracja; w wyborach tych uzyskała dwa mandaty poselskie, które objęli Józef Hermanowicz i Henryk Rospara (pełniący funkcję przewodniczącego stronnictwa).
W 1993 partia zmieniła nazwę na Federacja Polskiej Przedsiębiorczości i zgłosiła swój akces do Katolickiego Komitetu Wyborczego „Ojczyzna”, który w wyborach parlamentarnych nie przekroczył progu wyborczego uprawniającego do uczestniczenia w podziale mandatów. W drugiej połowie lat 90. ugrupowanie podjęło bliską współpracę z Ruchem Odbudowy Polski. Partia przerejestrowała się zgodnie z wymogami nowej ustawy, lecz wkrótce zaprzestała działalności i została wykreślona z ewidencji.

## Program
Program ugrupowania był chrześcijańsko-demokratyczny. Partia według deklaracji reprezentowała klasę średnią, przedsiębiorców i wolne zawody. Odwoływała się do nauki społecznej Kościoła. Deklarowała odpowiedzialność przed Bogiem za swoje czyny. Wg partii duże znaczenie miały rodzina, wolność, solidarność i sprawiedliwość. Odrzucała zarówno etatyzm, jak i liberalizm. Postulowała społeczną gospodarkę rynkową. Opowiadała się za ograniczonym interwencjonizmem państwowym w celu płynnego wprowadzenia reform, a także za aktywnością państwa w sferze zabezpieczeń społecznych. Jednocześnie opowiadała się za poszanowaniem własności i konkurencji w gospodarce.